# Hesperis theophrasti
Hesperis theophrasti Borbás – gatunek rośliny z rodziny kapustowatych (Brassicaceae Burnett). Występuje naturalnie w Macedonii Północnej, Albanii, Grecji, Bułgarii oraz zachodniej części Turcji. Rośnie między innymi na terenach albańskiego Parku Narodowego Prespa, macedońskiego Parku Narodowego Galiczicy oraz bułgarskich parków narodowych – Riły i Strandży.

## Morfologia
PokrójRoślina jednoroczna lub bylina. Dorasta do 10–60 (80) cm wysokości.
LiścieLiście odziomkowe są pierzaste i całobrzegie, natomiast liście łodygowe są ząbkowane.
KwiatyZebrane są w gronach. Kwiaty są relatywnie duże – mają 10–18 mm długości. Płatki mają różową lub czerwonoróżową barwę.
OwoceNasiona są małe i mają ciemnobrązową barwę.

## Biologia i ekologia
Rośnie na nieużytkach, w zaroślach lub a skraju lasu. Kwitnie od połowy maja do początku czerwca, natomiast owoce pojawiają się od czerwca do lipca. Gatunek jest często spotykany na polanach w lasach bukowych i dębowych, na kamienistych i skalistych łąkach, na płytkim podłożu i w wapiennych szczelinach skalnych. W lasach bukowych najczęściej środowisko dzieli z takimi gatunkami jak: buławnik mieczolistny (Cephalanthera longifolia), ubiorek wiecznie zielony (Iberis sempervirens), Paeonia daurica oraz fiołek Kitaibela (Viola kitaibeliana). Na innych siedliskach współwystępuje z takimi gatunkami jak: akant kłujący (Acanthus spinosus), Delphinium fissum, podgatunek szachownicy greckiej (Fritillaria graeca subsp. thessala), Hypericum rumeliacum, Prunus prostrata, Prunus webbii, Valeriana montana, Viola eximia oraz fiołek trójbarwny (Viola tricolor). Populacje są małe, rozdrobnione, składają się z pojedynczych, rozproszonych osobników lub małych grup roślin. W Albanii występuje na wysokości od 1000 do 1700 m n.p.m., natomiast w Bułgarii rośnie na wysokości od 300 do 1300 m n.p.m.
Największymi zagrożeniami dla tego gatunku są działalność człowieka, intensywne rolnictwo i hodowla bydła. Czynniki te mają negatywny wpływ na strukturę populacji oraz jej potencjał reprodukcyjny, co może spowodować zmniejszenie powierzchni występowania tego gatunku.